# Rhypopteryx psoloconiama
Rhypopteryx psoloconiama är en fjärilsart som beskrevs av Collenette 1961. Rhypopteryx psoloconiama ingår i släktet Rhypopteryx och familjen tofsspinnare. Inga underarter finns listade.